# Sacresa
SACRESA, acrònim de Sociedad Anónima de Construcciones Reunidas Sanahuja, és un grup immobiliari i constructor establert a Catalunya, fundat el 1989 pel Grup Sanahuja.

## Història
El grup Sanahuja forma part de la nissaga dels Sanahuja, impulsada per Romà Sanahuja Bosch, promotor de la construcció de 5.000 habitatges al Turó de la Peira de Barcelona durant els anys del desarrollisme. Construïts a corre cuita entre 1953 i 1961, aquests blocs estaven inicialment destinats a famílies d'origen humil, provinents dels diversos nuclis de barraquisme que encara havia a la Barcelona. Durant la construcció d'aquests edificis es va fer servir ciment d'assecament ràpid, provocant aluminosi en els edificis a llarg termini. Es deia que el ciment, fabricat per Ciments Molins, adquiria en 24 hores la mateixa resistència que el ciment portland en 28 dies. Al novembre de 1990 un dels edificis va col·lapsar. Els veïns van denunciar Sanahuja, Molins, la Generalitat i l'Estat, però un jutge va decretar el sobreseïment de la causa l'octubre de 1993.
Enmig d'aquesta polèmica, la família va crear l'empresa SACRESA, des d'on va continuar impulsant promocions immobiliàries.
El 2001 va facturar 132,22 milions d'euros. Al llarg de la seva història va arribar a ser el grup immobiliari més gran d'Espanya, fins i tot va arribar a controlar Metrovacesa, on hi va entrar el 2003.
Entre els seus projectes més destacats hi ha la construcció de l'Illa Diagonal, la Torre Millenium de Sabadell o la reforma de la Plaça de Toros de les Arenes, més enllà de moltes promocions d'habitatge privat.
Després d'anys de beneficis històrics, el 2010 va entrar en concurs de creditors, amb un deute acumulat de 1.740 milions d'euros. Al seu moment, fou el tercer concurs més important de la història d'Espanya, només per darrere de les fallides de Martinsa i del Grup Habitat. Entre els seus creditors, hi havia el banc RBS (318), l'Institut Català de Finances (81M), Hisenda (150M) i altres 25 entitats financeres. Al cap de pocs mesos la xifra ja arribava als 2.633 milions d'euros.
El 2012 va aconseguir sortir de la situació concursal. Però al cap de pocs mesos es va publicar que l'empresa estaria implicada en un cas de corrupció a les Illes Balears. Es va acusar l'empresa de fer frau fiscal per un import de 15,4 milions d'euros.
El 2016 Román Sanahuja va confessar que va pagar suborns en el judici del Cas Can Domenge.
El 2017 el grup va tornar a impulsar el projecte d'habitatges de luxe a la zona de Finestrelles, rebatejant-lo com DiagonALT. A data 2020 les obres estaven en curs, tot i que la ciutadania s'oposava al Pla Caufec.

## Empreses
Aquestes empreses formaven part del Grup SACRESA:
- Sanahuja Escofet Inmobiliaria S.L.
- Sacresa Terreno Promoción S.L.
- Cresa Patrimonial S.L.
- Sacresa Terrenos 2 S.L.